# 埃科波蘭加 (聖埃斯皮里圖州)
18°22′22″S 40°49′51″W / 18.37278°S 40.83083°W

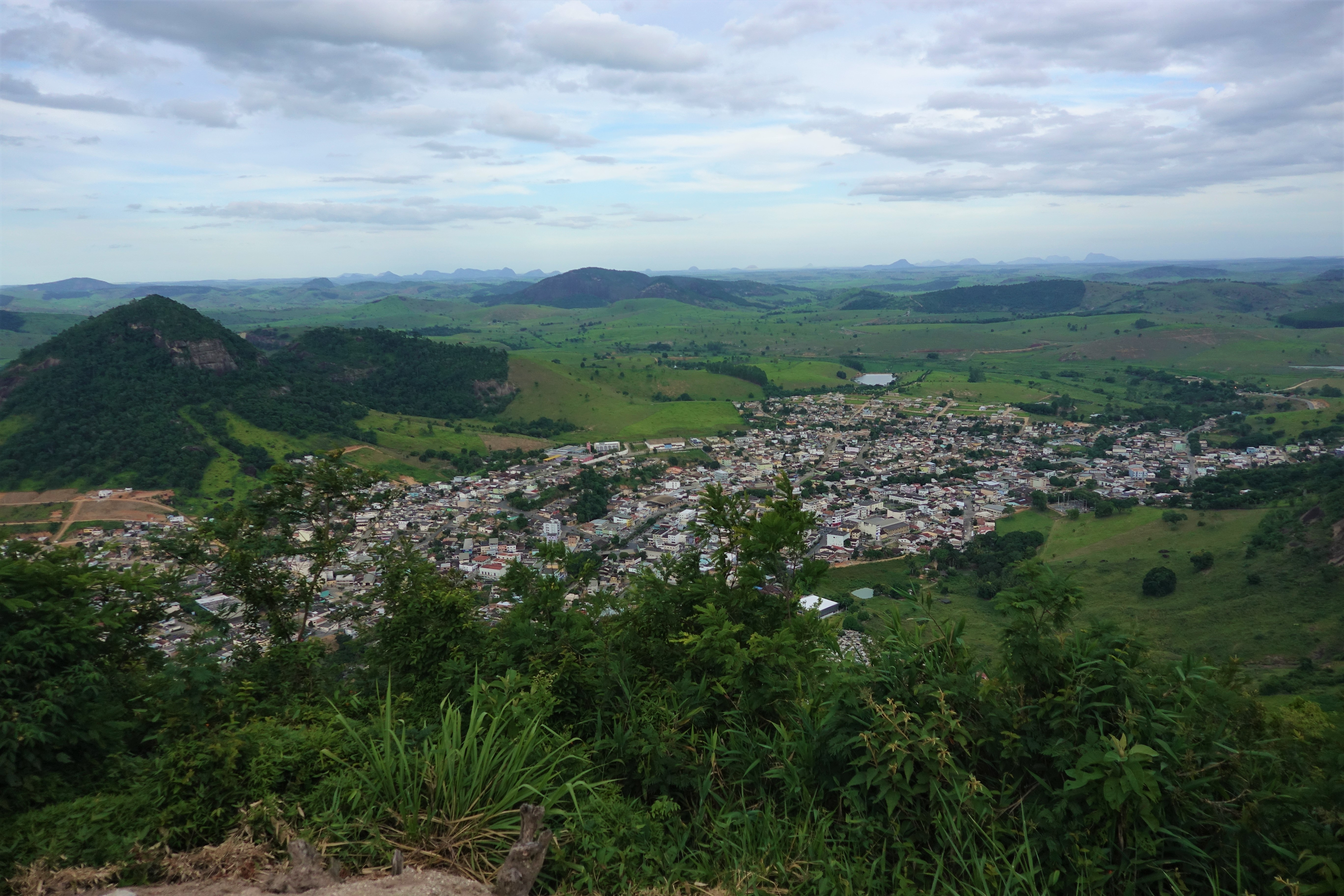
埃科波蘭加

埃科波蘭加（葡萄牙語：Ecoporanga），是巴西的城鎮，位於該國東南部，由聖埃斯皮里圖州負責管轄，始建於1955年4月9日，面積2,283平方公里，海拔高度230米，2010年人口23,212，人口密度每平方公里10.17人。